# 龙纪寺瓷雕五百罗汉
龙纪寺瓷雕五百罗汉，位于中国福建省仙游县盖尾镇昌山村北内垅山龙纪寺内，为一个省级文物保护单位，类型为其他，为第三批福建省文物保护单位，公布时间为1991年4月17日。
龙纪寺瓷雕五百罗汉的历史年代为清。